# RET睿意德
RET睿意德是一家中国商业地产咨询公司。提供商业地产的策略顾问、建筑策划、租赁代理、销售代理等全程服务。睿意德目前在中国有上海、郑州、成都、沈阳、深圳5个分公司。

## 创始团队
睿意德CEO陆逢兆，在2003至2007期间曾在DTZ任华北区董事总经理，2007年调任上海。有着丰富的房地产经验。2012年DTZ被UGL收购之后离职创业，团队数十名成员成立RET睿意德。

## 企业现状
睿意德主要从事商业地产的策略顾问、建筑策划、租赁代理、销售代理业务，在地产咨询方面属于国内比较权威的公司，2012年成立之后迅速拓展上海、郑州、成都、沈阳、深圳等地的分公司。其发布的报告和数据被多家媒体作为权威来源引用。其发布的商业地产指数系统，可以综合反映商用土地、租金及空置率等商业地产相关数据。
RET睿意德曾为北京新光天地，金隅万科广场等地产项目提供策略顾问，租赁代理等服务。其服务的北京新光天地曾经连续多年全国单店销售额冠军。

## 外部連結
- RET睿意德（页面存档备份，存于）